# Джунглівниця буруйська
Джунглівниця буруйська (Eumyias additus) — вид горобцеподібних птахів родини мухоловкових (Muscicapidae). Ендемік Індонезії.

## Таксономія
Буруйську джунглівницю раніше відносили до роду Джунглівниця (Rhinomyias), однак дослідження 2010 року показало, що рід є поліфілітичним. За результатами дослідження буруйську джунглівницю було переведено до роду Індигова мухоловка (Eumyias).

## Поширення і екологія
Буруйські джунглівниці є ендеміками острова Буру. Вони живуть в рівнинних і гірських тропічних лісах. Зустрічаються на висоті від 500 до 1500 м над рівнем моря.

## Збереження
МСОП класифікує стан збереження цього виду як близький до загрозливого. Буруйським джунглівницям загрожує знищення природного середовища.